# Pleopeltis alborufula
Pleopeltis alborufula är en stensöteväxtart som först beskrevs av Alexander Curt Brade, och fick sitt nu gällande namn av Salino. Pleopeltis alborufula ingår i släktet Pleopeltis och familjen Polypodiaceae. Inga underarter finns listade.